# Nieznajoma (opera)
Nieznajoma (wł. La Straniera) – dwuaktowa opera tragiczna Vincenza Belliniego z librettem Felice Romaniego.

## Osoby
- Alaida, Nieznajoma (Alaide, La Straniera) – sopran
- Artur (Arturo), hrabia Ravenstell – tenor
- Baron Valdeburgo, brat Alaidy – baryton
- Isoletta, narzeczona Artura – (mezzo)sopran
- Osburgo, zaufany Artura – tenor
- Montolino, ojciec Isoletty – bas
- Przeor (Priore) – bas

## Historia utworu
Nieznajoma została zamówiona dla mediolańskiej La Scali po sukcesie Pirata na tej scenie i udanych premierach Bianki i Gernanda w kolejnych włoskich teatrach. Nową operę Belliniego przyjęto entuzjastycznie i w krótkim czasie doczekała się wystawienia na innych scenach włoskich i zagranicznych. Nie utrzymała się jednak w repertuarze światowym i wznowiono ją dopiero w 1954 roku w Katanii. Nadal jest wystawiana rzadko.

## Nagrania
| Obsada (Alaida, Artur, Valdeburgo, Isoletta)                        | Dyrygent       | Orkiestra, chór                             | Wytwórnia     | Rok nagrania | Uwagi            |
| ------------------------------------------------------------------- | -------------- | ------------------------------------------- | ------------- | ------------ | ---------------- |
| Renata Scotto, Renato Cioni, Domenico Trimarchi, Elena Zilio        | Nino Sanzogno  | Orkiestra i Chór Teatro Massimo w Palermo   | Opera Magic's | 1968         | Nagranie na żywo |
| Montserrat Caballé, Amadeo Zambon, Vincente Sardinero, Maria Casoni | Anton Guadagno | Orkiestra Symfoniczna Gran Teatre del Liceu | Gala          | 1969         | Nagranie na żywo |